# Maurya qinlingensis
Maurya qinlingensis är en insektsart som beskrevs av Yuan 1988. Maurya qinlingensis ingår i släktet Maurya och familjen hornstritar. Inga underarter finns listade i Catalogue of Life.